# Lepidotrigla multispinosa
Lepidotrigla multispinosa är en fiskart som beskrevs av Smith, 1934. Lepidotrigla multispinosa ingår i släktet Lepidotrigla och familjen knotfiskar. Inga underarter finns listade i Catalogue of Life.